# Húsdrápa

La Husdrapa ou Húsdrápa en vieux norrois (« poème de la maison ») est un poème scaldique écrit par Úlfr Uggason évoquant plusieurs mythes nordiques. 

## Les circonstances de la rédaction
La Saga de Laxdæla rapporte (chapitre 29) qu'Olaf, l'un des héros de la saga, fit construire dans sa ferme de Hjarðarholt une salle somptueuse — « la plus grande et la plus belle qu'on ait jamais vue ». Ses murs et son plafond étaient décorés de magnifiques dessins représentant de célèbres légendes.
À l'occasion du mariage de la fille d'Olaf (entre 980 et 985), le scalde Úlfr Uggason récita un poème qu'il avait composé sur Olaf et sur les légendes illustrées dans la salle. Ce poème fut très apprécié et il en fut richement récompensé.

## Une transmission très incomplète
De ce poème ne nous sont parvenus que douze strophes et demi-strophes citées par Snorri Sturluson dans son Edda.

## Les mythes évoqués
- Les funérailles de Baldr ;
- Le combat de Thor contre le serpent de Midgard lors de la pêche de Thor ;
- Le combat entre Heimdall et Loki, tous deux ayant pris l'apparence d'un phoque, pour la possession du collier des Brísingar.